# Bom Dia Portugal
Bom Dia Portugal es un informativo presentado por la cadena de televisión portuguesa RTP1, de lunes a viernes, de 6:00am a 10:00am (hora de Lisboa), y a los fines de semana, es de 8:00am a 10:00am. Es emitido en simultáneo en RTP3, RTP Açores, RTP Madeira, RTP Internacional y RTP África.

## Primera versión
Fue emitida durante 1982, pero duró menos de 1 año. Esta versión fue presentada por los periodistas Raul Durão y Manuela Sousa Rama.

## Versión actual
Comenzó a principios de enero de 2002, presentado en ese entonces por la periodista Alberta Marques Fernandes. A partir de 2003, al informativo lo presentan João Tomé de Carvalho y Carlos Manuel Albuquerque, manteniéndose este último hasta fines de 2009. En 2010 se suma Carla Trafaria a la conducción junto a Tomé de Carvalho, quién fuera su pareja.

## Presentadores
| Nombre                   | Años          | Días            |
| ------------------------ | ------------- | --------------- |
| João Tomé de Carvalho    | 2002-presente | Todos los días  |
| Carla Trafaria           | 2010-presente | Todos los días  |
| Sandra Fernandes Pereira | 2007-presente | Fines de semana |
| Cristiana Freitas        | 2011-presente | Fines de Semana |
| Daniel Catalão           | 2011-presente | Fines de Semana |

## Antiguos presentadores
- Alberta Marques Fernandes (2002 - 2003)

- Carlos Manuel Albuquerque (2002 - 2009)

## Segmentos
- La asociación ecológica Quercus posee un segmento llamado Minuto Verde, en el cual se intenta concientizar sobre los cuidados del ambiente.

- Uno de los segmentos más antiguos que posee Bom Dia Portugal es Bom Português, estrenado al mismo tiempo que el informativo, que sale a la calle a preguntar cómo se escriben o cómo se dicen ciertas palabras de ese idioma, para así fomentar su buen uso.

- Datos: Q8250633